# آریزونا (فیلم ۱۹۴۰)
آریزونا (انگلیسی: Arizona) فیلمی به کارگردانی وسلی راگلز است که در سال ۱۹۴۰ منتشر شد. از بازیگران آن می‌توان به جین آرتور، ویلیام هولدن، وارن ویلیام، پرتر هال، جرج چندلر و ادگار بیوکانان اشاره کرد.